# Playground Duperré
Pour les articles homonymes, voir Duperré.
Le playground Duperré est un terrain de basket-ball urbain situé dans le quartier de quartier de Pigalle, dans le 9e arrondissement de Paris.

## Situation
Le Playground Duperré se trouve entre les immeubles des nos 20 et 22 de la rue Duperré, à proximité immédiate de la place Pigalle, dans le 9e arrondissement de la capitale française.
Il est accessible par les lignes 2 et 12 du métro de Paris (stations Blanche et Pigalle), ainsi que par la ligne 74 du réseau de bus RATP (station Pigalle - Chaptal). En outre, une station Vélib' se trouve à moins de 90 m du parc.

## Historique
Le terrain est aménagé sur un ancien parking. Après avoir été entièrement rénové en 2009, le terrain a un temps été menacé de fermeture définitive à cause de nuisances sonores répétées ayant fait l'objet d'une pétition,,. Il est donc rénové à partir de janvier 2015, sous la supervision de Vincent Le Thuy pour être maintenu en fonctionnement sans déranger le voisinage,. Il est inauguré le 1er juillet 2015. Deux ans plus tard, en 2017, le terrain et ses murs sont décorés en jaune, bleu et orange par Stéphane Ashpool et Ill-Studio, avec le soutien de la marque de vêtements de sport Nike,,,,. Les couleurs sont à nouveau refaites en 2020,,, d'après un design de Thomas Subreville d'Ill-Studio.
À l'image du playground Duperré, d'autres terrains de sport (notamment de basket-ball à trois) sont rénovés dans la capitale dans un style similaire en amont des Jeux olympiques d'été de 2024,.

## Description
Depuis la rénovation du playground, les murs du terrain ont été ornés de motifs géométriques de couleur fushia, bleu, jaune canari et orange,,, rappelant les œuvres de Piet Mondrian puis de Kasimir Malevitch,. En 2020, le terrain est revenu à des couleurs plus sobres. Le sol est revêtu d'une couche de gomme de caoutchouc afin d'amortir les chocs et de réduire les nuisances sonores,. Les dimensions de ce terrain de basket-ball ne sont pas réglementaires au regard des normes de la FIBA,, : en effet, ses parois sont obliques, tandis qu'un escalier, collé à un mur, empiète sur le terrain de jeu.
Chaque année, des tournois de basket-ball y sont organisés par Stéphane Ashpool, personnalité locale du monde de la mode et amateur de ce sport. Ils sont sponsorisés par la marque Nike. En 2018, le célèbre basketteur LeBron James est venu jouer sur le terrain.
Le terrain appartient à la mairie du 9e arrondissement de Paris.